# شرکت هاکوسویی
شرکت هاکوسویی (به ژاپنی: 白水社) یکی از انتشارات ژاپنی است که دفتر اصلی آن در توکیو، چیودا قرار دارد. نام انتشارات از ادبیات چین باستان گرفته شده و به معنای آبی است که نوشیدن آن موجب حیات جاودان می‌شود. این انتشارات در سال ۱۹۱۵ تأسیس شده‌است. در چاپ کتاب‌های زبان خارجی و به‌ویژه  زبان فرانسوی فعال است. یکی از بهترین مجلات فرانسوی چاپ ژاپن از نظر کمیت و کیفیت به نام «فرانسه» (به ژاپنی:ふらんす)، سی دی‌های آموزش زبان‌هایی که کمتر متقاضی دارند مانند زبان نپالی، زبان آینو، زبان تبتی  توسط این انتشارات به فروش می‌رسد. با انتشارات دانشگاه فرانسه (به فرانسوی:Presses universitaires de France)یا (PUF ) همکاری دارد. از سال ۱۹۵۱ شما تا سال ۲۰۰۸ در حدود ۹۰۰ جلد کتاب توسط این انتشارات ترجمه شده‌است.  